# Lleó (heràldica)

Lleó d'or coronat

Escut d'Anglaterra, amb tres lleopards

El lleó és la representació heràldica de l'animal homònim, símbol de la força, el valor, la noblesa, cosa que l'acostava a l'ideal medieval. Va esdevenir, doncs, una de les figures més emprades en heràldica; és el senyal, entre d'altres, de l'antic Regne de Lleó, de la dinastia Plantagenet (fundadors del Regne d'Anglaterra), de la Casa d'Orange-Nassau dels Països Baixos, de les cases reials de Bèlgica, Dinamarca, Noruega i Suècia, del Gran Ducat de Luxemburg, dels escuts de Finlàndia, Bulgària, Escòcia, Gal·les, Estònia, Letònia, la República Txeca, Montenegro, Armènia, Geòrgia, el Marroc, l'Índia, Sri Lanka, etc.

## Lleons i lleopards
Normalment es fa la diferència entre lleó i lleopard, si bé es tracta del mateix animal. Amb el cap de perfil, és un lleó; si mira cap endavant, és un lleopard. La posició del cos no influeix en el nom, ja que tots dos animals bessons tenen una posició preferent: així, el lleó és rampant, és a dir s'està dreçat sobre la pota posterior dreta, amb l'esquerra alçada, i les potes anteriors tirades endavant com si engrapés una presa (aquest és el significat de rampant, del llatí rapiens, 'que agafa una presa'). El lleopard, en canvi, és passant, sostingut sobre tres potes, amb la dreta anterior aixecada.
Tant l'un com l'altre es representen ferotges –amb la boca oberta, la llengua enfora, la mirada fera, les urpes crispades amb les ungles sortint cap enfora, mostrant els atributs sexuals– i amb la cua alçada per damunt del llom i amb un floc a l'extrem; la del lleó acostuma a representar-se cap endins, mentre que el lleopard es representa tradicionalment amb la cua cap enfora. Això no és, però, una pràctica estesa arreu, i de fet ha anat variant al llarg de la història: a l'edat mitjana se'ls representava sense llengua i amb la punta de la cua dirigida cap endins, mentre que a partir del Renaixement es van començar a representar amb una llengua molt allargada i amb la cua girada cap enfora.

### Tipologia
- Cap de lleó. Quan només se'n representa el cap de perfil.
- Cap de lleopard. Quan només se'n representa el cap de cara.
- Lleó lleopardat (o lleó passant). De perfil, però passant com un lleopard.
- Lleó rampant (o simplement lleó). De perfil, dret i en posició amenaçadora, mostrant només un ull i una orella. Com que és la manera en què es representa més habitualment, en blasonar no cal especificar que és rampant. Per exemple, el blasonament de la il·lustració de dalt de tot seria: «De sable, un lleó coronat d'or».
- Lleonet. Cadascun dels petits lleons posats en un camper, quan n'hi ha més de quatre.
- Lleopard. Passant i mirant de cara.
- Lleopard lleonat. Mirant de cara, però rampant com un lleó.
- Lleopard natural. Quan no és representant com un lleó passant i mirant de cara sinó com un lleopard al natural. Generalment és utilitzat com a suport.

Cap de lleó
Cap de lleopard
Lleó lleopardat (o lleó passant)
Lleopard lleonat

## Atributs heràldics
- Adossat, quan presenta l'esquena a un altre lleó.
- Afrontat o encarat, quan mira de cara un altre lleó.
- Ajagut, quan està en posició de descans i amb el cap alt.
- Alat, quan té ales, com el lleó de Sant Marc.
- Armat, quan té les ungles d'un esmalt diferent de la resta del cos.
- Arrestat, quan està immòbil amb totes quatre potes dretes, sense que cap s'avanci a una altra.
- Arrupit, quan reposa sobre les potes del darrere.
- Caudat, quan té la cua d'un esmalt diferent de la resta del cos.
- Contornat, quan està dirigit cap al flanc sinistre de l'escut (és a dir, cap a la dreta del qui el contempla), contràriament a la regla heràldica.
- Coronat, quan porta corona.
- Dorment, quan està en posició de dormir, amb el cap descansant sobre les potes de davant.
- Evirat, quan és representat sense òrgans sexuals.
- Fitant, amb la mirada dirigida intencionadament cap a un element de l'escut.
- Infamat, quan no té cua; era un senyal d'infàmia i deshonor.
- Ixent, quan se'n representa només la meitat superior eixint d'una peça, d'una línia de partició, d'una corona, d'un casc, etc.
- Lampassat, quan té la llengua d'un esmalt diferent de la resta del cos.
- Marinat, quan acaba en cua de peix.
- Nimbat, quan darrere el cap porta un cercle d'or ple representant una aurèola.
- Reguardant, quan té el cap girat mirant enrere.
- Vergat, quan té el sexe d'un esmalt diferent, generalment de gules.

Lleons adossats
Lleons afrontats
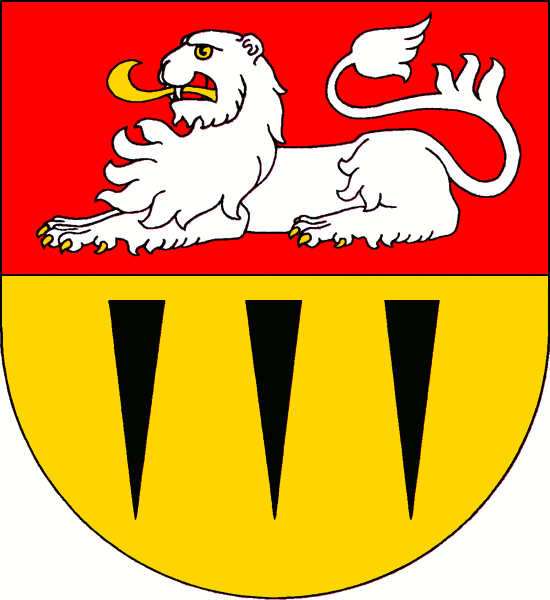
Lleó ajagut
Lleó alat contornat
Lleó arrestat
Lleó arrupit
Lleó ixent
Lleó reguardant